# Okręg wyborczy Merthyr Tydfil
Okręg wyborczy Merthyr Tydfil powstał w 1832 r. i wysyłał do brytyjskiej Izby Gmin jednego deputowanego. W 1868 r. liczbę mandatów przypadających na okręg zwiększono do dwóch. Okręg zlikwidowano w 1918 r., ale przywrócono go ponownie w 1950 r. Ostatecznie został on zlikwidowany w 1983 r. Obejmował on walijskie miasto Merthyr Tydfil.

## Deputowani do brytyjskiej Izby Gmin z okręgu Merthyr Tydfil

### Deputowani w latach 1832–1868
- 1832–1852: John Josiah Guest
- 1852–1868: Henry Bruce, Partia Liberalna

### Deputowani w latach 1868–1918
- 1868–1888: Henry Richard, Partia Liberalna
- 1868–1880: Richard Fothergill
- 1880–1888: Charles Herbert James, Partia Liberalna
- 1888–1910: David Alfred Thomas, Partia Liberalna
- 1888–1900: William Pritchard Morgan
- 1900–1915: Keir Hardie, Partia Pracy
- 1910–1918: Edgar Rees Jones
- 1915–1918: Charles Stanton, niezależny laburzysta

### Deputowani w latach 1950–1983
- 1950–1972: Stephen Owen Davies, Partia Pracy, od 1970 r. niezależny laburzysta
- 1972–1983: Edward Rowlands, Partia Pracy